# Opius kovacsi
Opius kovacsi är en stekelart som beskrevs av Fischer 1963. Opius kovacsi ingår i släktet Opius och familjen bracksteklar. Inga underarter finns listade i Catalogue of Life.